# Karen (Kenia)
Karen es un suburbio de Nairobi, en Kenia. Se encuentra a suroeste del centro de la ciudad.
Está separado de la ciudad de Nairobi por los 588 ha del Ngong, el último bosque autóctono de Kenia, al otro lado del cual se encuentra Kibera, el mayor barrio de chabolas del continente africano.
El suburbio toma su nombre de autora Karen Blixen, la escritora danesa del Memorias de África, cuya granja-finca ocupaba el terreno sobre el cual se construyó luego el suburbio, y cuyos residentes son, en su mayoría, de procedencia europea. La planificación del distrito está inspirada en los barrios residenciales británicos, con predominio de las viviendas unifamiliares. 